# Lunay
|  | Aquest article tracta sobre el municipi francès. Si cerqueu el cantant porto-riqueny, vegeu «Lunay (cantant)». |

Lunay és un municipi francès, situat al departament del Loir i Cher i a la regió de Centre – Vall del Loira. L'any 2007 tenia 1.336 habitants.

## Demografia

### Població
El 2007 la població de fet de Lunay era de 1.336 persones. Hi havia 554 famílies, de les quals 148 eren unipersonals (68 homes vivint sols i 80 dones vivint soles), 191 parelles sense fills, 179 parelles amb fills i 36 famílies monoparentals amb fills.
La població ha evolucionat segons el següent gràfic:
Habitants censats

### Habitatges
El 2007 hi havia 715 habitatges, 566 eren l'habitatge principal de la família, 92 eren segones residències i 57 estaven desocupats. 675 eren cases i 29 eren apartaments. Dels 566 habitatges principals, 453 estaven ocupats pels seus propietaris, 103 estaven llogats i ocupats pels llogaters i 9 estaven cedits a títol gratuït; 14 tenien una cambra, 48 en tenien dues, 111 en tenien tres, 156 en tenien quatre i 237 en tenien cinc o més. 452 habitatges disposaven pel capbaix d'una plaça de pàrquing. A 229 habitatges hi havia un automòbil i a 280 n'hi havia dos o més.

### Piràmide de població
La piràmide de població per edats i sexe el 2009 era:
| Homes | Edats   | Dones |
| ----- | ------- | ----- |
| 0     | 95 o +  | 2     |
| 0     | 90 a 94 | 2     |
| 14    | 85 a 89 | 8     |
| 6     | 80 a 84 | 15    |
| 23    | 75 a 79 | 29    |
| 38    | 70 a 74 | 39    |
| 44    | 65 a 69 | 49    |
| 28    | 60 a 64 | 25    |
| 27    | 55 a 59 | 32    |
| 44    | 50 a 54 | 31    |
| 50    | 45 a 49 | 49    |
| 55    | 40 a 44 | 70    |
| 52    | 35 a 39 | 51    |
| 37    | 30 a 34 | 27    |
| 31    | 25 a 29 | 42    |
| 35    | 20 a 24 | 28    |
| 63    | 15 a 19 | 40    |
| 26    | 10 a 14 | 43    |
| 39    | 5 a 9   | 29    |
| 30    | 0 a 4   | 33    |

## Economia
El 2007 la població en edat de treballar era de 854 persones, 668 eren actives i 186 eren inactives. De les 668 persones actives 624 estaven ocupades (326 homes i 298 dones) i 44 estaven aturades (21 homes i 23 dones). De les 186 persones inactives 91 estaven jubilades, 54 estaven estudiant i 41 estaven classificades com a «altres inactius».

### Ingressos
El 2009 a Lunay hi havia 568 unitats fiscals que integraven 1.352,5 persones, la mediana anual d'ingressos fiscals per persona era de 17.666 €.

### Activitats econòmiques
Dels 51 establiments que hi havia el 2007, 1 era d'una empresa extractiva, 1 d'una empresa alimentària, 1 d'una empresa de fabricació d'elements pel transport, 1 d'una empresa de fabricació d'altres productes industrials, 8 d'empreses de construcció, 12 d'empreses de comerç i reparació d'automòbils, 7 d'empreses d'hostatgeria i restauració, 1 d'una empresa d'informació i comunicació, 1 d'una empresa financera, 5 d'empreses immobiliàries, 6 d'empreses de serveis, 3 d'entitats de l'administració pública i 4 d'empreses classificades com a «altres activitats de serveis».
Dels 17 establiments de servei als particulars que hi havia el 2009, 1 era una oficina bancària, 2 tallers de reparació d'automòbils i de material agrícola, 2 paletes, 1 guixaire pintor, 1 fusteria, 2 lampisteries, 1 electricista, 1 empresa de construcció, 2 perruqueries, 3 restaurants i 1 agència immobiliària.
Dels 3 establiments comercials que hi havia el 2009, 1 era una gran superfície de material de bricolatge, 1 una botiga de menys de 120 m² i 1 una fleca.
L'any 2000 a Lunay hi havia 32 explotacions agrícoles que ocupaven un total de 2.180 hectàrees.

## Equipaments sanitaris i escolars
L'únic equipament sanitari que hi havia el 2009 era una ambulància.
El 2009 hi havia una escola elemental.

## Poblacions més properes
El següent diagrama mostra les poblacions més properes.